# 33882 Schonbachler
33882 Schonbachler este o planetă minoră (asteroid) din centura de asteroizi. A fost descoperită pe 4 mai 2000 la Stația Anderson Mesa de Lowell Observatory Near-Earth-Object Search. 
Obiectul prezintă o orbită caracterizată de o semiaxă mare de 2,3306272 UAi, o excentricitate de 0,07, o înclinație de 6,23176 ° în raport cu ecliptica.